# Kwity Paye
(en) Statistiques sur pro-football-reference
Kwity Paye né le 19 novembre 1998 en Guinée, est un joueur américain de football américain qui évolue au poste de defensive end.
Il joue au niveau universitaire pour les Wolverines du Michigan au sein de la NCAA Division I FBS et est ensuite choisi par la franchise des Colts d'Indianapolis de la National Football League (NFL).

## Biographie

### Jeunesse
Paye naît le 19 novembre 1998 d'une mère krahn (ethnie du Liberia) dans un camp pour réfugiés situé en Guinée à la suite de la Première guerre civile libérienne,,,. Sa mère le prénomme Kwity en mémoire de son grand-père tué pandant la guerre
Prénommé Kwity en mémoire de son grand-père maternel tué pendant cette guerre, sa mère immigre avec son frère Komotay à Providence dans l'État de Rhode Island aux États-Unis quand il a six mois,. Lui et son frère grandissent et apprécient jouer au football américain au Bishop Hendricken High School (en) situé à Warwick. Kwity évolue aux postes de running back et de defensive end, et, en 2016, au terme de sa dernière année scolaire, il est désigné meilleur joueur défensif de l'État de Rhode Island. Bien qu'ayant initialement été intéressé par l'université Boston College, il se lie finalement avec celle de Michigan,.

### Carrière universitaire
Lors de sa première année avec les Wolverines en 2017, Paye participe à neuf matchs et totalise cinq plaquages et un sack. Même s'il ne joue que quatre matchs l'année suivante (2018), il enregistre 29 plaquages et deux sacks. En tant que senior en 2019, il est titulaire lors des onze matchs de la saison et comptabilise 50 plaquages et 6½ sacks. Paye termine sa carrière universitaire en 2020 avec les Wolverines mais ne joue que quatre matchs, la saison ayant été réduite à la suite de la pandémie de Covid-19.

### Carrière professionnelle
| Taille              | Poids           | Bras          | Main          | Sprint   | Sprint   | Sprint   | Shuttle 20 yards | 3 cones drill | Détente        | Détente          | Développé couché | Test Wonderlic |
| Taille              | Poids           | Bras          | Main          | 40 yards | 10 yards | 20 yards | Shuttle 20 yards | 3 cones drill | verticale      | horizontale      | Développé couché | Test Wonderlic |
| 1.89 m (6 ft 2½ in) | 118 kg (261 lb) | 84 cm (33 in) | 25 cm (10 in) | 4,52 s   | 1,54 s   | 2,61 s   | -                | 6,37 s        | 90 cm (35½ in) | 3 m (9 ft 10 in) | 36 reps          | -              |

Il est sélectionné en 21e choix global lors du premier tour de la draft 2021 de la NFL par la franchise des Colts d'Indianapolis et y signe son contrat rookie de quatre ans le 6 mai 2021.

## Statistiques
| Année       | Équipe                 | Statut      | MJ |       | Plaquages | Plaquages | Plaquages | Plaquages |       | Interceptions | Interceptions | Interceptions | Interceptions |  | Fumbles | Fumbles |
| Année       | Équipe                 | Statut      | MJ | Total | Seul      | Ast.      | Sacks     | Nb.       | Yards | Déf.          | TD            | Nb.           | Rec.          |  |         |         |
| 2017        | Wolverines du Michigan | Fr.         | 02 | 04    | 0         | 04        | 1,0       | -         | -     | -             | -             | 0             | 0             |  |         |         |
| 2018        | Wolverines du Michigan | So.         | 10 | 27    | 21        | 06        | 2,0       | -         | -     | -             | -             | 1             | 0             |  |         |         |
| 2019        | Wolverines du Michigan | Jr.         | 12 | 50    | 26        | 24        | 6,5       | -         | -     | -             | -             | 0             | 0             |  |         |         |
| 2020        | Wolverines du Michigan | Sr.         | 04 | 16    | 12        | 04        | 2,0       | -         | -     | -             | -             | 0             | 0             |  |         |         |
| Totaux NCAA | Totaux NCAA            | Totaux NCAA | 28 | 97    | 59        | 38        | -         | -         | -     | -             | 1             | 0             |               |  |         |         |

| Année      | Équipe               | MJ |                 | Plaquages       | Plaquages       | Plaquages       | Plaquages       |                 | Interceptions   | Interceptions   | Interceptions | Interceptions |  | Fumbles | Fumbles |
| Année      | Équipe               | MJ | Total           | Seul            | Ast.            | Sacks           | Nb.             | Yards           | Déf.            | TD              | Nb.           | Rec.          |  |         |         |
| 2021       | Colts d'Indianapolis | 15 | 32              | 16              | 16              | 4,0             | 0               | 0               | 1               | 0               | 1             | 2             |  |         |         |
| 2022       | Colts d'Indianapolis | ?  | Saison en cours | Saison en cours | Saison en cours | Saison en cours | Saison en cours | Saison en cours | Saison en cours | Saison en cours | ?             | ?             |  |         |         |
| Totaux NFL | Totaux NFL           | 15 | 32              | 16              | 16              | 4,0             | 0               | 0               | 1               | 0               | 1             | 2             |  |         |         |